# Río Humber (Ontario)

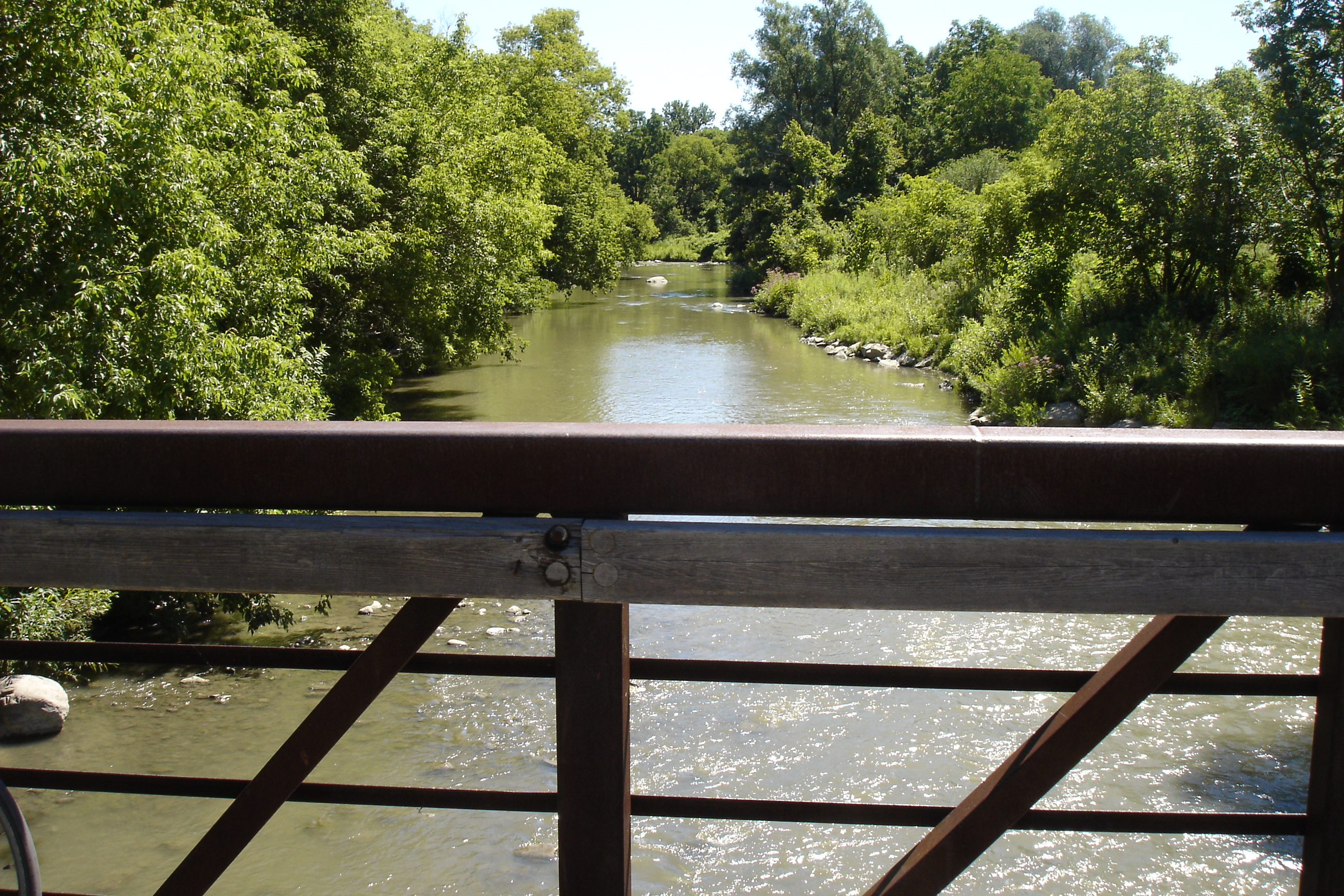
El río Humber visto de un punto cerca de la frontera norte de Toronto.

El río Humber es un corto río de Canadá, uno de los dos ríos más importantes que corren a ambos lados de la ciudad de Toronto y desaguan en el lago Ontario, en la provincia de Ontario,  siendo el otro el río Don, al este. 
Fue designado como Patrimonio de Canadá el 24 de septiembre de 1999. 
El río Humber recoge aguas de aproximadamente 750 riachuelos y subafluentes en un área en forma de abanico al norte de la ciudad. Un ramal importante fluye por cerca de 100 km del acantilado Niágara al noroeste, mientras el otro ramal importante empieza en el lago Saint George, en la cordillera de los robles cerca de Aurora (Ontario), al noreste. Ellos siguen al norte de Toronto y después fluyen en una dirección hacia el sureste para llegar al lago Ontario, a lo que fue una vez la porción más occidental de la ciudad.
- Datos: Q1546192
- Multimedia: Humber River (Ontario) / Q1546192